# Magdalen Berns
Magdalen Berns (Londres, 6 de mayo de 1983 - Edimburgo 13 de septiembre de 2019) fue una desarrolladora de software y feminista británica. Activista lesbiana crítica del género fue especialmente conocida por sus intervenciones sobre política lésbica, libertad de expresión, los derechos de las mujeres sobre la base del sexo y el debate sobre la identidad de género. En 2018, Berns fue cofundadora del grupo de derechos de la mujer ForWomen.Scot.

## Trayectoria
Nació en Londres, ciudad donde vivió hasta iniciar sus estudios de ingeniería en la Universidad de Edimburgo, donde recibió una beca Doris Gray en ingeniería eléctrica y electrónica en 2010-2011.  En el segundo año cambió sus estudios a física y se graduó en 2016. 
Desde su adolescencia era activista haciendo campaña contra Huntingdon Life Sciences, contra una tienda de pieles abandonada cerca de Piccadilly y repartiendo folletos electorales para el Partido Laborista. A los 20 años cuando trabajaba como ingeniera de sonido en clubes y pubs del norte de Londres su interés se dirigió hacia los derechos de las mujeres y 2018 fue cofundadora de la organización ForWomen.Scot.
Berns fue autodidacta como desarrolladora de código. En 2013–2014 participó como desarrolladora de software en el programa Google Summer of Code, trabajando en la implementación de la biblioteca FFTW3 para Ruby. Pasó a trabajar como pasante en el Programa de Extensión para Mujeres de la Fundación GNOME. Trabajó en Java ATK Wrapper, un módulo para traducir eventos Swing para el Kit de herramientas de accesibilidad.
Apasionada por el código participó en los Veranos de codificación de la Fundación Gnome en 2013, 2014, 2015 en San José y Praga, donde trabajó en un programa para ayudar a los discapacitados graves.
Murió el 13 de septiembre de 2019 de un cáncer cerebral.

## Pensamiento
En sus intervenciones, conferencias y vídeos cuestionaba lo que consideraba posiciones absurdas de la "ideología de género". Durante su tiempo en la Universidad de Edimburgo, se enfrentó repetidamente con grupos LGBT y de mujeres. En abril de 2016 publicó uno de sus vídeos más conocidos en su canal Youtube: "No existe una lesbiana con pene". Este mismo año Berns fue expulsada de la sociedad estudiantil feminista de la universidad por pronunciarse en contra de la prostitución.
Consideraba que los intentos de reformar la Ley de Reconocimiento de Género eran una amenaza a los derechos de las mujeres e hizo campaña durante la consulta gubernamental junto con otras feministas en Women's Spaces In Scotland.

## Boxeo
Como pionera del boxeo femenino, ganó la Haringey Box Cup en 2010 y se convirtió en miembro del primer equipo femenino de boxeo de Escocia en 2011 cuando ganó el Campeonato Británico de Boxeo de las Universidades.